# Línguas atabascanas setentrionais
As línguas atabascanas setentrionais formam um sub-agrupamento geográfico da família atabascana, sendo faladas no norte da América do Norte, particularmente no Alasca e em Yukon. O atabascano setentrional possui 31 línguas que podem ser classificadas em sete grupos de acordo com a localização geográfica.

## Alasquiano meridional
1. Ahtna (ou atna, ahtena, copper river)
- Ahtna do Rio Copper central
- Baixo ahtna do Rio Copper
- Mentasta (ou Alto ahtna)
- Ahtna ocidental

2. Dena’ina (ou Tanaina)
- Baixo dena’ina

- Outer Inlet
- Iliamna
- Inland
- Alto dena’ina

## Central Alaska – Yukon
A. Koyukon
3. Deg Xinag (ou Deg Hit'an, kaiyuhkhotana)
- Baixo Rio Yukon
- Médio kuskokwin

4. Holikachuk (ou Innoko, innoka-khotana, tlëgon-khotana)
5. Koyukon (ou Ten’a, co-youkon, co-yukon)
- Baixo koyukon (ou Baixo yukon koyukon)
- Koyukon central (ou Dinaakkanaaga ts’inh huyoza, koyukuk river koyukon)
- Alto koyukon (ou Alto yukon koyukon)

B. Tanana-Tutchone
6. Kolchan (ou Alto kushokwin, goltsan)
I. Tananar
7. Baixo tanana (ou Tanana, minto, dandey in, dineh su, tananatana)
- Minto-Tolovana-Toklat-Nenana-Wood River

- Minto-Tolovana
- Toklat
- Nenana
- Wood River
- Chena
- Salcha-Goodpastor

8. Tanacross (ou tanana, dandey in, dineh su, tananatana)
9. Alto tanana (ou Tanana, dandey in, dineh su, tananatana)
- Nabesna
- Tetlin
- Northway
- Scottie creek
- Alto tanana canadense

II. Tutchone (ou gens de bois, gunana, nahane, nahani, tutchonekutchin)
10. Tutchone meridional
11. Tutchone setentrional (ou Mayo)
C. Kutchin-Han
12. Gwich’in (ou Gwitch’in, kutchin, kootchin, loucheux, loucheaux, takudh, tukudh, “quarrelers”)
- Gwich’in alasquiano (ou Gwich’in ocidental)
- Gwich’in canadense (ou Gwich’in oriental)

13. Hän (ou Han, moosehide, dawson, gens du fou, han gwich-in, han-kootchin, hankutchin)

## Canadá norte-ocidental
A. Cordillera
I. Cordillera central(ou Tahltan-tagish-kaska)
14. Tagish (ou Gunana, nahane, nahani, si-him-e-na, “stick indians”, tagisch, tahgish, tahkeesh, tahk-heesh)
15. Tahltan (ou Nahanni, teyehotine, nahane, nahani, tahl-tan, tatltan, ticaxhanoten, toltan)
16. Kaska (ou Nahanni, nahane, nahani, cassiar)
II. Southeastern Cordillera
17. Sekani
18. Dunneza (ou Beaver, tasttine, dunne-za, deneza, gens de castor)
B. Mackenzie
I. Slavey-Hare (ou Slave)
19. Slavey (ou Slavey padrão, slavey do sul, slavey meridional, dene tha, esclave, nahane, nahani, slave)
20. Mountain (ou Montagnards, nahane, nahani, sih gotine, sihta gotine)
21. Bearlake (ou Satudine, sahtu gotine, bear lake)
22. Hare (ou Kawchottine, ka so gotine, kancho, kawchodinneh, rabbitskins, ta-na-tin-ne)
23. Dogrib (ou tli cho, tłįchǫ ou thlingchadine)
C. Chipewyan
24. Dene suline (ou chipewyan, dëne sųłiné, dene, yellowknife, montagnais, "northern indians", copper indians, coppermine indians, mithcocoman, red knife, t’atsan ottine, tatsotine, yellow knife)

## Tsetsaut
25. Tsetsaut (ou Ts’ets’aut, nahane, nahani, Portland canal, wetalth)

## Colúmbia Britânica Central
26. Babine-witsuwit'en (ou Carrier do norte, babine carrier, carrier setentrional, Bulkley valley, Lakes district, carrier ocidental)
- Babine (ou Nadot’en, nedut’en, nat’oot’en)
- Takla
- Witsuwit’en (ou wetsuwet’en, wets’uwet’en, wet’suwet’en)
- Moricetown
- Francois Lake

27. Dakelh (ou Carrier, dakelhne, takelne, takulli, taculli, takulie, porteur, nagailer)
- Carrier central (ou Alto carrier)
- Carrier meridional (ou Lower Carrier)

28. Chilcotin (ou Tsilhqot’in, tinneh, chilkhodins, tsilkotin)
29. Nicola (ou Stuwix, nicola-similkameen) (extinta)

## Sarsi
30. Sarsi (ou Sarcee, tsuu t’ina, ou tsuut’ina)

## Kwalhioqua-Tlatskanai
31. Kwalhioqua-clatskanie (ou Kwalhioqua-tlatskanie)
- Willapa (ou Willoopah)
- Suwal-clatskanie

- Suwal
- Clatskanie (ou Tlatskanie)